# Arachnoscelis feroxnotha
Arachnoscelis feroxnotha is een rechtvleugelig insect uit de familie sabelsprinkhanen (Tettigoniidae). De wetenschappelijke naam van deze soort is voor het eerst geldig gepubliceerd in 1994 door Bowen-Jones.